# Michael Heseltine

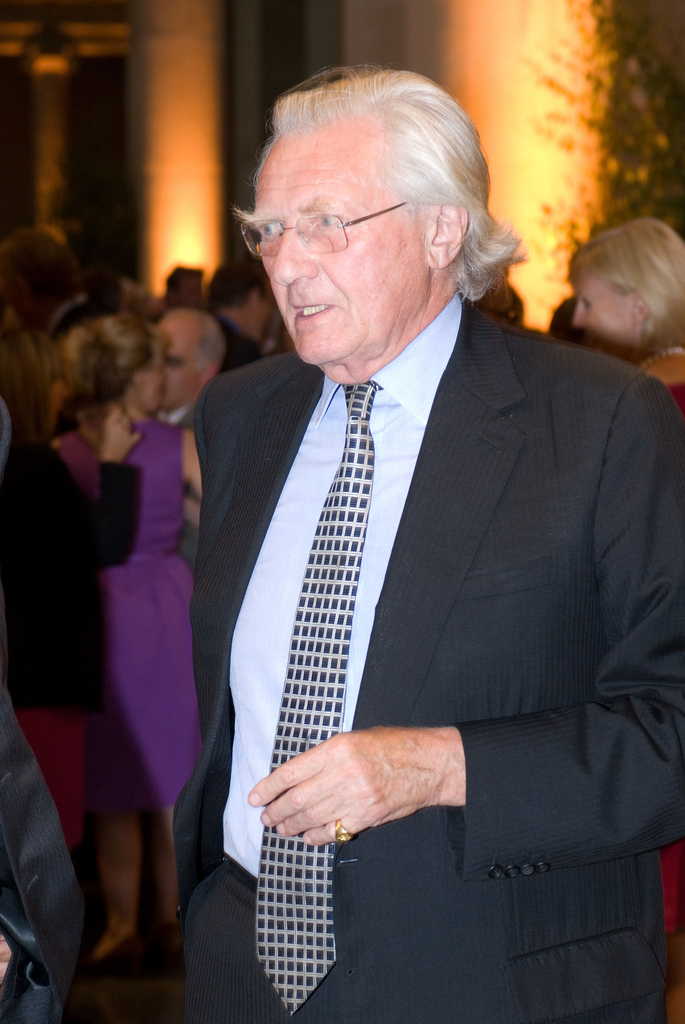
Lord Heseltine, Junho de 2010.

Michael Ray Dibdin Heseltine, Barão Heseltine, (nascido em 21 de março de 1933) é um político britânico. Tendo iniciado sua carreira como incorporador, tornou-se um dos fundadores da editora Haymarket. Heseltine foi membro conservador do Parlamento de 1966 a 2001. Ele foi uma figura proeminente nos governos de Margaret Thatcher e John Major, e serviu como vice-primeiro-ministro e primeiro secretário de Estado sob Major.

## Carreira
Heseltine entrou no gabinete em 1979 como secretário de Estado do Meio Ambiente, onde promoveu a campanha "Direito de Comprar", que permitiu que as pessoas comprassem suas council houses. Ele era considerado um hábil artista da mídia e um ministro carismático, embora estivesse frequentemente em desacordo com Thatcher em questões econômicas. Ele era um dos "molhados" mais visíveis, cujas visões de "Uma Nação" foram sintetizadas por seu apoio à regeneração de Liverpool no início dos anos 1980, quando enfrentava um colapso econômico; isso mais tarde lhe rendeu o prêmio de Freeman da cidade de Liverpool em 2012. Como Secretário de Estado da Defesa de 1983 a 1986, foi fundamental na batalha política contra a Campanha pelo Desarmamento Nuclear. Ele renunciou ao gabinete em 1986 devido ao caso Westland e retornou aos bastidores.
Heseltine tornou-se um crítico vocal de Thatcher, principalmente por causa de suas visões eurocéticas e abordagem de confronto no Parlamento. Após o discurso de renúncia de Geoffrey Howe em novembro de 1990, Heseltine desafiou Thatcher para a liderança do Partido Conservador, votando bem o suficiente para negar-lhe uma vitória absoluta no primeiro escrutínio. Após a renúncia subsequente de Thatcher, Heseltine perdeu para John Major no segundo escrutínio, mas retornou ao gabinete em seu antigo cargo de secretário do Meio Ambiente quando Major se tornou primeiro-ministro.
Como um aliado-chave de Major, Heseltine foi nomeado Presidente da Junta Comercial e Secretário de Estado do Comércio e Indústria após as eleições gerais de 1992. Ele apoiou Major quando sua liderança foi desafiada em 1995, e foi promovido a vice-primeiro-ministro e primeiro secretário de Estado em troca de seu apoio. Ele se recusou a buscar a liderança do partido após a derrota eleitoral de Major em 1997, e serviu no gabinete paralelo de Major como vice-líder da oposição, chanceler sombra do Ducado de Lancaster e secretário de Estado sombra para o Comércio e Indústria enquanto a eleição da liderança para sucedê-lo estava ocorrendo.
Heseltine foi criada em 2001 e continua a ser uma defensora da modernização dentro do partido. Ele continuou a fazer intervenções políticas, criticando o Brexit e Boris Johnson após o resultado do referendo do Brexit de 2016. Em 2019, Heseltine teve o chicote suspenso depois de dizer que votaria nos liberais-democratas, em vez dos conservadores, nas eleições para o Parlamento Europeu de 2019.